# Rydzewo (Drawsko Pomorskie)
Rydzewo (deutsch Rützow, früher Rützo) ist ein Dorf in der polnischen Woiwodschaft Westpommern. Es gehört zur Gmina Drawsko Pomorskie (Gemeinde Dramburg) im Powiat Drawski (Dramburger Kreis).

## Geographische Lage
Das Kirchdorf liegt in Hinterpommern, am Nordufer des Rützower Sees, etwa 19 Kilometer südlich der Stadt Świdwin (Schivelbein), zehn Kilometer nördlich der Stadt Dramburg (Drawsko Pomorskie), 15 Kilometer ostsüdöstlich der Stadt Łobez (Labes) und fünf Kilometer südlich des Dorfs Łabędzie (Labenz). Entlang der letzteren Strecke liegen in südlicher Reihenfolge der Kleine Gangenowsee, der Große Gangenowsee, das Hager Bruch und der Mandelkowsee.

## Geschichte
Im Landbuch von 1337 ist das Dorf Rützow, das zur Vogtei Schivelbein gehörte, unter dem Namen Ressow aufgelistet. Der Ortsname Rützow wird auf die Familie Russow zurückgeführt, die im Land Schivelbein im frühen 14. Jahrhundert mehrere Lehen besaß; das Dorf befand sich jedoch schon 1373 im Besitz der von Brederlow. Im Landbuch Kaiser Karls IV. wird Rützow 1364 als neumärkisches Schloss aufgeführt. Nachforschungen haben ergeben, dass das Schloss in Rützow nicht gestanden haben kann, möglicherweise jedoch auf der sieben Morgen großen Insel ‚Burgwerder‘ im nahe gelegenen Großen Gangenowsee.

Häuser im Dorf
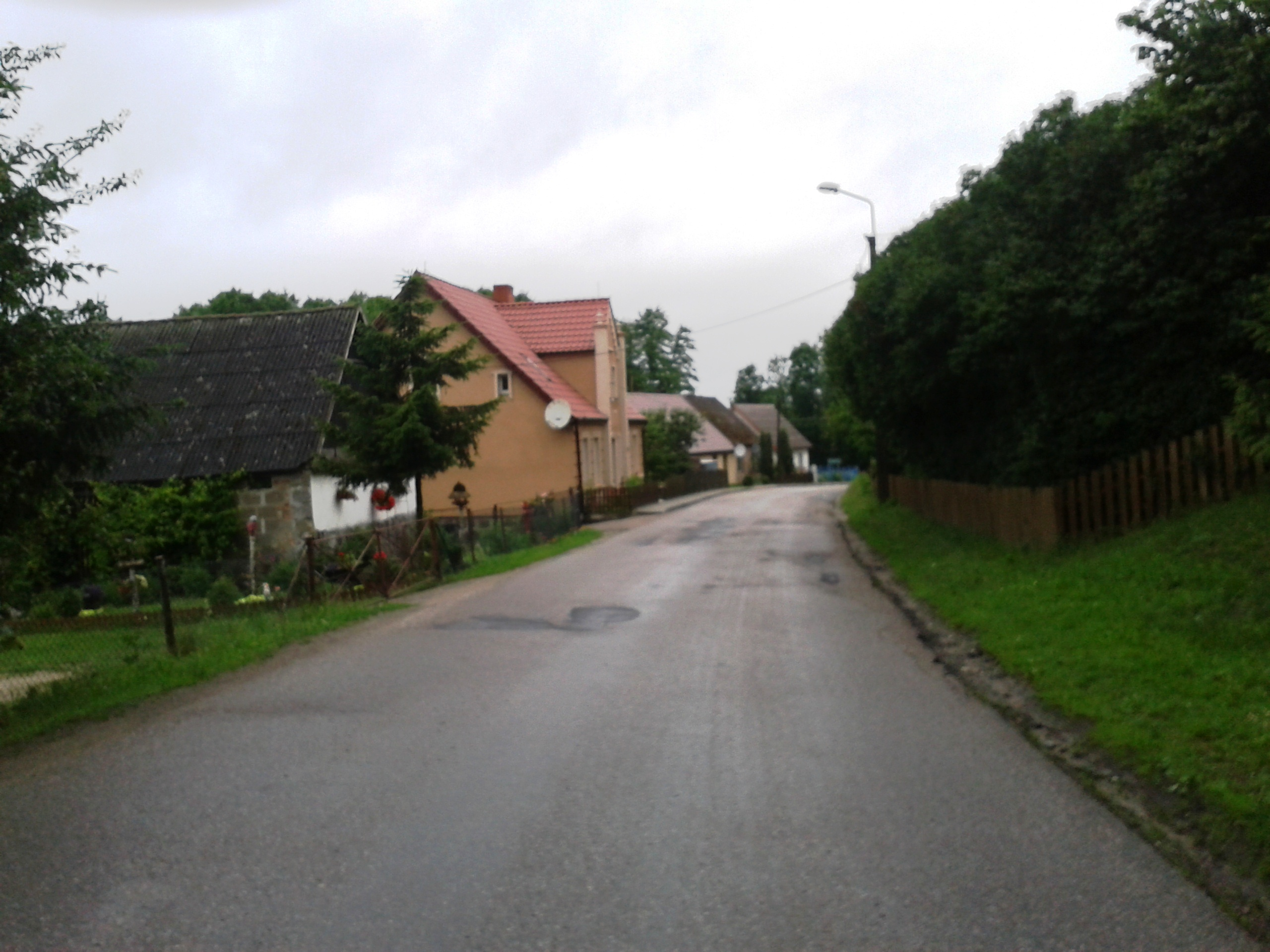
Dorfstraße (2014)
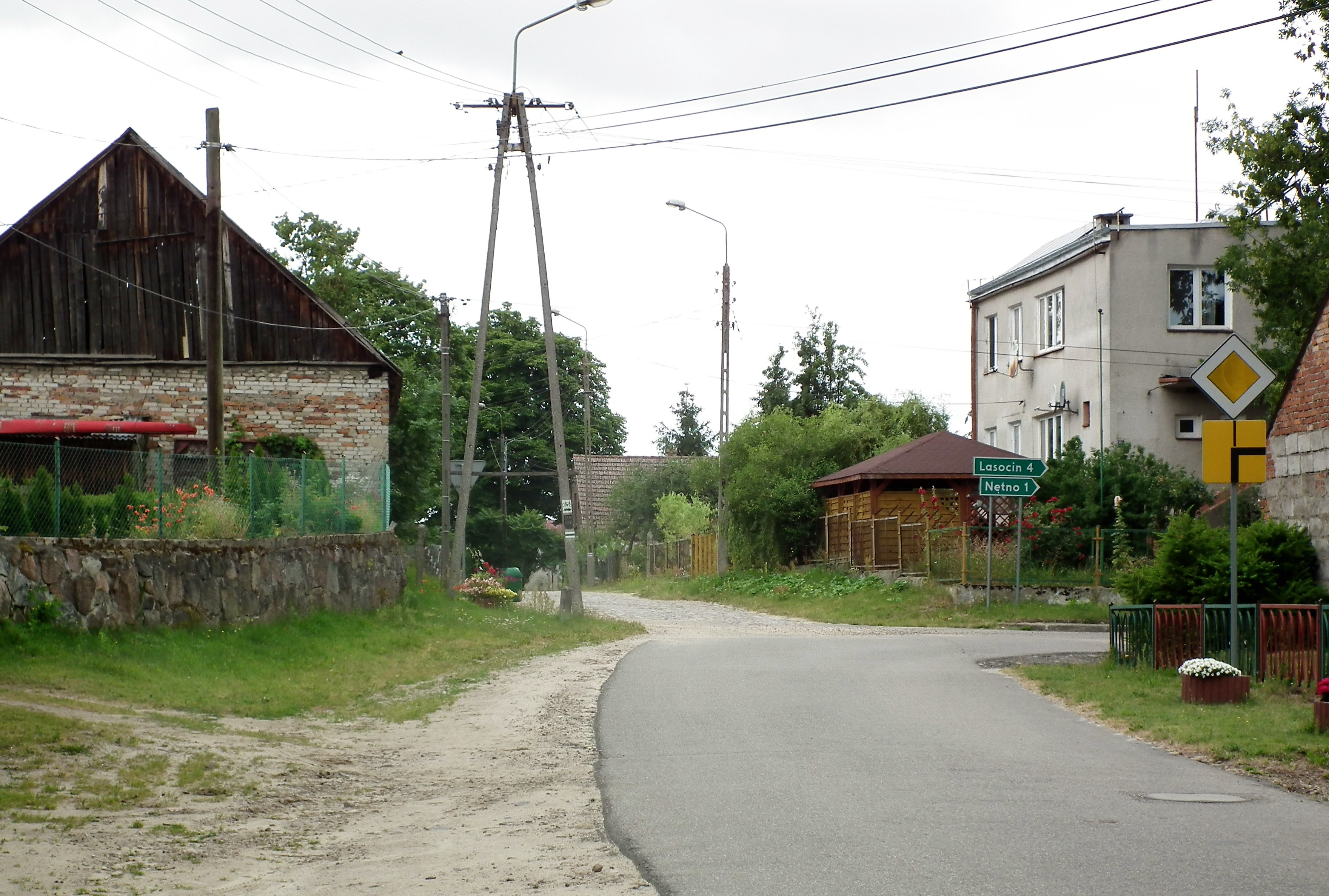
Dorfstraße (2019)
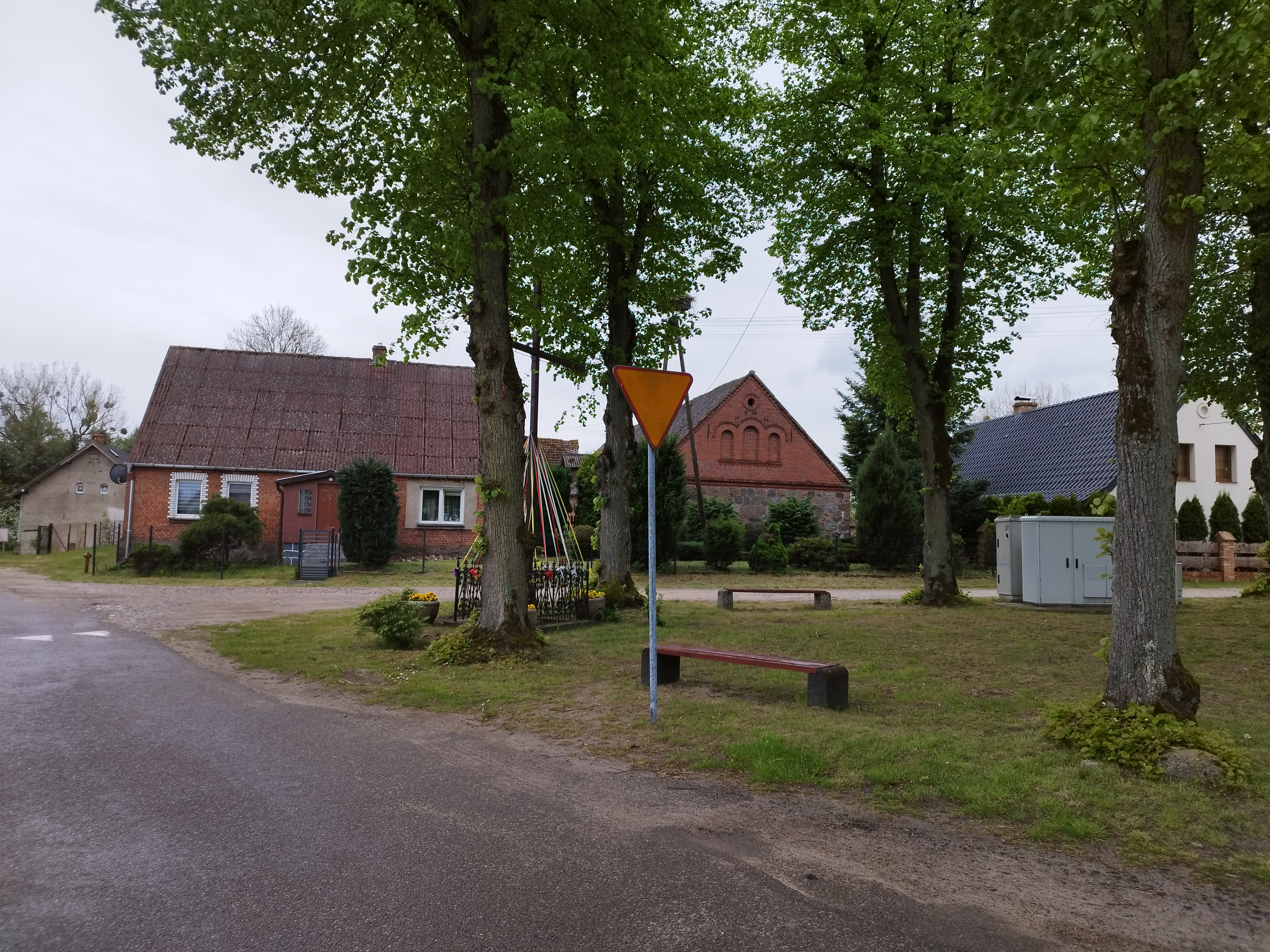
Dorfstraße (2023)
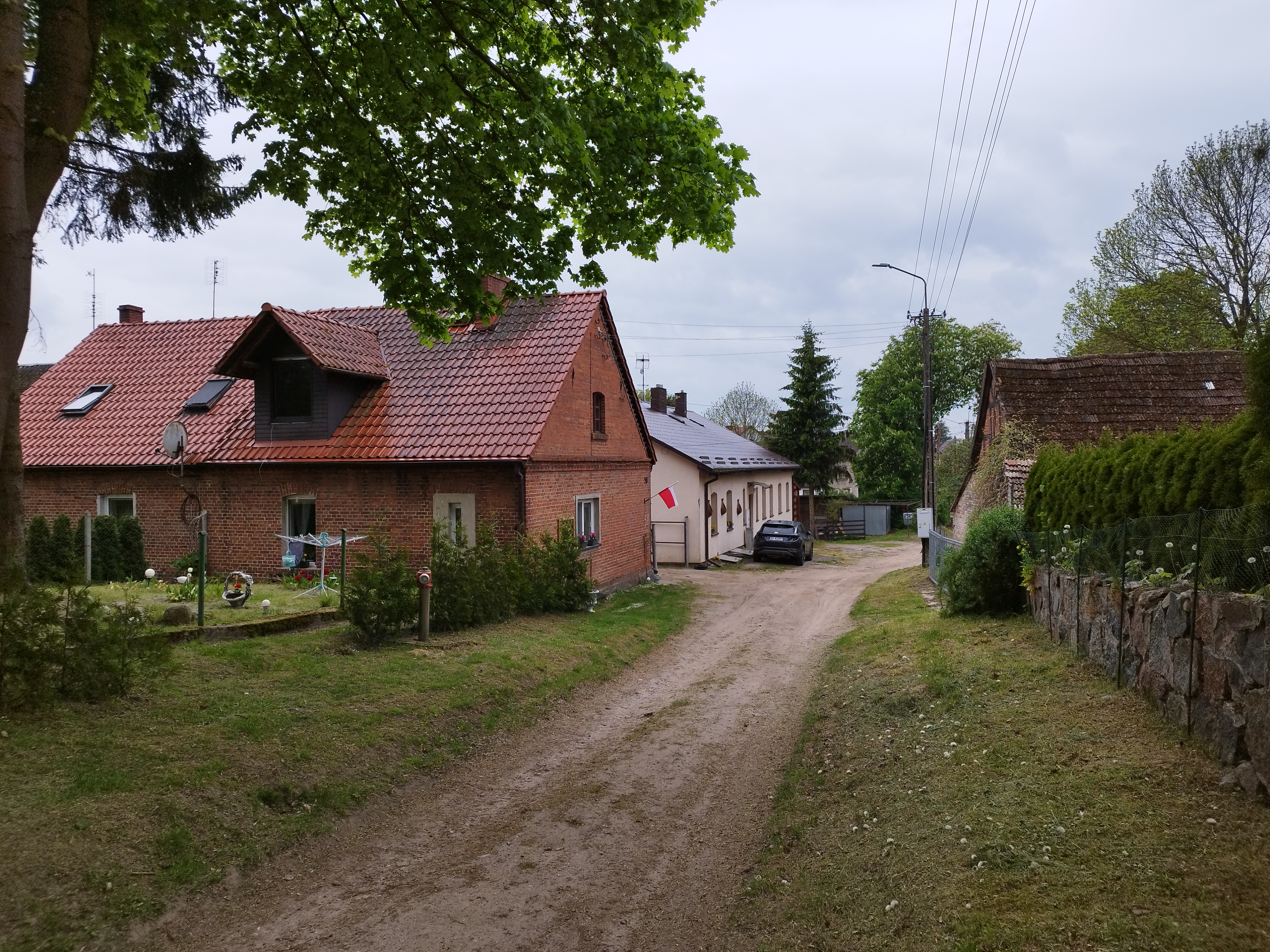
Sandweg (2023)

Später befand sich eine Familie Elbe im Besitz von Rützow und einiger anderer Dörfer der Umgebung. Das Dorf sowie Venzlaffshagen, Gumtow und Simmatzig fielen während der Ordenszeit durch das Aussterben der Familie Elbe an den Landesherren
und wurden dem Amt Schivelbein einverleibt. Auf Wunsch des Markgrafen Johann kam am 15. Juni 1540 in Küstrin ein Tauschvertrag zustande, durch den die Kommende Quartschen des Johanniter-Ordens in seinen Besitz über ging und die Johanniter dafür mit dem Amt Schivelbein entschädigt wurden. Durch den im Wortlaut überlieferten Vertrag kam das Dorf Rützo 1540 an die Kommende Schivelbein, der es auch noch 1801 gehörte.
Nach Auflösung der Schivelbeiner Johanniterordens-Komturei 1808 kam aller Zubehör, einschließlich Rützow, an den preußischen Staat, der die Ländereien vom Domänenamt Schivelbein verwalten ließ. Auch der Rützower See und die übrigen Seen des Landes Schivelbein fielen unter die Zuständigkeit des Domänenamts. Die Regulierung der gutsherrlichen und bäuerlichen Verhältnisse wurde in Rützow im Jahr 1850 eingeleitet. Rützow gehörte zusammen mit Nuthagen nicht zum Marktbezirk Schivelbein, sondern zum Marktbezirk Dramburg.
Im Jahr 1865 war in der Landgemeinde Rützow eine Grundsteuer in Höhe von 241 Reichstalern und fünf Pfennigen erhoben worden. Im Jahr 1875 hatte Rützow 64 Wohnhäuser. Rützow hatte um 1910 eine Mühle und Sägewerke.
Die Gemarkung der Landgemeinde Rützow hatte um 1930 eine Fläche von 13,4 km². Im Gemeindegebiet, in dem Rützow die einzige Wohnstätte war, standen insgesamt 102 bewohnte Wohnhäuser.  Am 1. Oktober 1932 wurde Rützow, das bisher dem Kreis Schivelbein angehörte, zusammen mit dem Amtsbezirk Labenz in den Kreis Dramburg eingegliedert.
Im Jahr 1945 gehörte das Dorf Rützow zum Kreis Dramburg im Regierungsbezirk Köslin der preußischen Provinz Pommern des Deutschen Reichs. Rützow war dem Amtsbezirk Labenz zugeordnet.
Gegen Ende des Zweiten Weltkriegs wurde die Region Anfang März 1945 von der Roten Armee besetzt. Nach Beendigung der Kampfhandlungen wurde Rützow zusammen mit ganz Hinterpommern seitens der sowjetischen Besatzungsmacht der Volksrepublik Polen zur Verwaltung überlassen. Danach begann die Zuwanderung polnischer Zivilisten. Das Dorf Rützow wurde unter der polonisierten Ortsbezeichnung ‚Rydzewo‘ verwaltet. In der Folgezeit wurde die einheimische Bevölkerung von der polnischen Administration aus Rützow und dem Kreisgebiet vertrieben.

### Demographie
| Jahr | Einwohner | Anmerkungen |
| ---- | --------- | --- |
| 1801 | 231       | Dorf mit einem Lehnschulzenhof, 17 Bauernstellen, einem Pfarrbauern, fünf Kossätenstellen, drei Büdnern, sieben Einliegern, einer Schmiede, einer Wassermühle, einer Mutterkirche und 31 Feuerstellen (Haushaltungen), im Besitz der Kommende Schivelbein |
| 1818 | 326       | Pfarrdorf mit Mutterkirche, königliche Besitzung |
| 1852 | 467       | Dorf |
| 1864 | 556       | am 3. Dezember, Gemeindebezirk |
| 1867 | 600       | am 3. Dezember, Landgemeinde |
| 1871 | 598       | am 1. Dezember, Landgemeinde, davon 593 Evangelische und fünf Juden |
| 1885 | 583       | am 1. Dezember, Landgemeinde, sämtlich Evangelische |
| 1890 | 583       | am 1. Dezember, Gemeindebezirk |
| 1910 | 570       | am 1. Dezember, Gemeindebezirk |
| 1925 | 570       | darunter 567 Evangelische und ein Katholik, nach anderen Angaben 573 Einwohner |
| 1933 | 593       | [ 23 ] |
| 1939 | 531       | [ 23 ] |

## Kirche

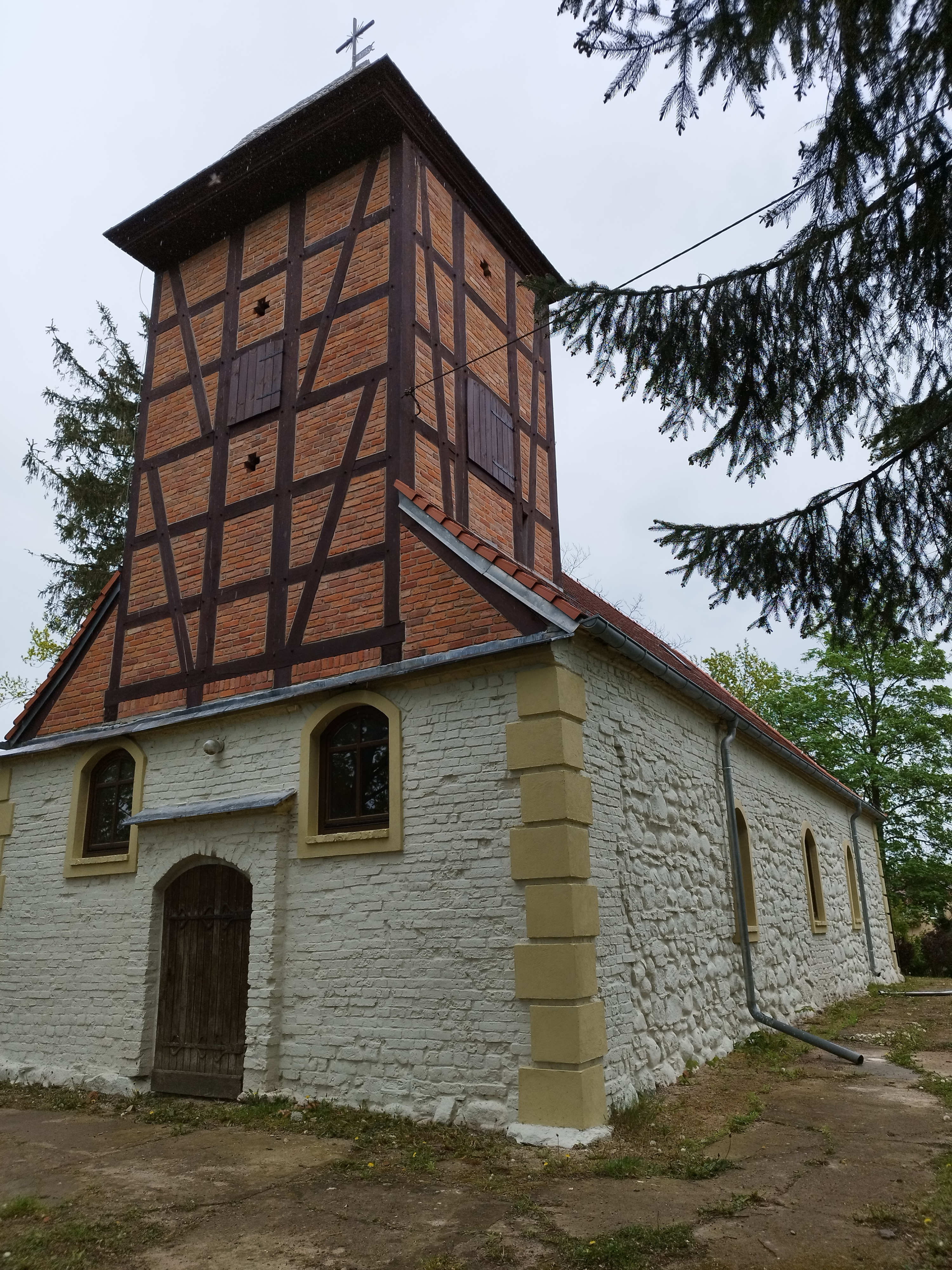
Feldsteinkirche mit Fachwerkturm (2023), bis 1945 Gotteshaus der evangelischen Gemeinde Rützow.

Die bis 1945 anwesende Bevölkerung war mit wenigen Ausnahmen evangelisch. Die aus Feldsteinen gebaute Dorfkirche mit einem Fachwerkturm hatte am Ausgang des 19. Jahrhunderts eine große Glocke von 80 Zentimetern Höhe und 70 Zentimetern Durchmesser sowie eine kleine Glocke von 50 Zentimetern Höhe und 70 Zentimetern Durchmesser. Auf der kleinen Glocke war in römischen Ziffern die Jahreszahl 1542 angegeben.
Das Kirchspiel gehörte zur Diözese Schivelbein und hatte eine Filiale im Nachbarort Nuthagen. Der Bestand an Kirchenbüchern reichte bis ins Jahr 1658 zurück. Im Jahr 1741 wirkte hier der 73 Jahre alte Geistliche David Kipcken sen., der an der Universität Halle studiert und das Amt schon seit 48 Jahren bekleidet hatte.  Ein preußisches Kirchengesetz schrieb vor, dass ein Pfarrerssohn nicht auf seinen Vater im Amt nachfolgen dürfe. Als Kipcken seinen Sohn Carl Heinrich als Geistlichen in der Pfarrei angestellt hatte, kamen den beiden gemeinsam regierenden Schivelbeiner Komturen Leopold Alexander Reichsgraf von Wartensleben und Friedrich Wilhelm von Kalckstein Bedenken, und sie wandten sich an das Königshaus in Berlin. Am 18. Januar 1738 beschied ihnen die Regierung Friedrich Wilhelms I., das Gesetz gelte eigentlich nur für Kirchen, für die dem König das Patronatsrecht zustehe, was hier aber nicht gegeben sei, so dass Carl Heinrich Kipcken seine Tätigkeit ohne Weiteres fortführen und auch in das Amt seines Vaters nachfolgen dürfe.  Im Jahr 1898 betreute die Pfarrei insgesamt 1050 Seelen, und Pastor war August Wilhelm Schmidt (* 16. Oktober 1856), der das Pfarramt seit 1887 innehatte.
Die nach Kriegsende zugewanderte polnische Bevölkerung ist größtenteils römisch-katholisch.